# Lengenfeld unterm Stein
Lengenfeld unterm Stein è una frazione del comune tedesco di Südeichsfeld, in Turingia.

## Storia
Lengenfeld unterm Stein costituì un comune autonomo fino al 1º dicembre 2011.